# ویلمت (داکوتای جنوبی)
ویلمت(به انگلیسی: Wilmot) شهری در ایالت داکوتای جنوبی کشور ایالات متحده آمریکا است که جمعیت آن در سرشماری سال ۲۰۱۰ میلادی، ۴۹۲ نفر بوده‌است.